# Massaua-Asmara-Seilbahn

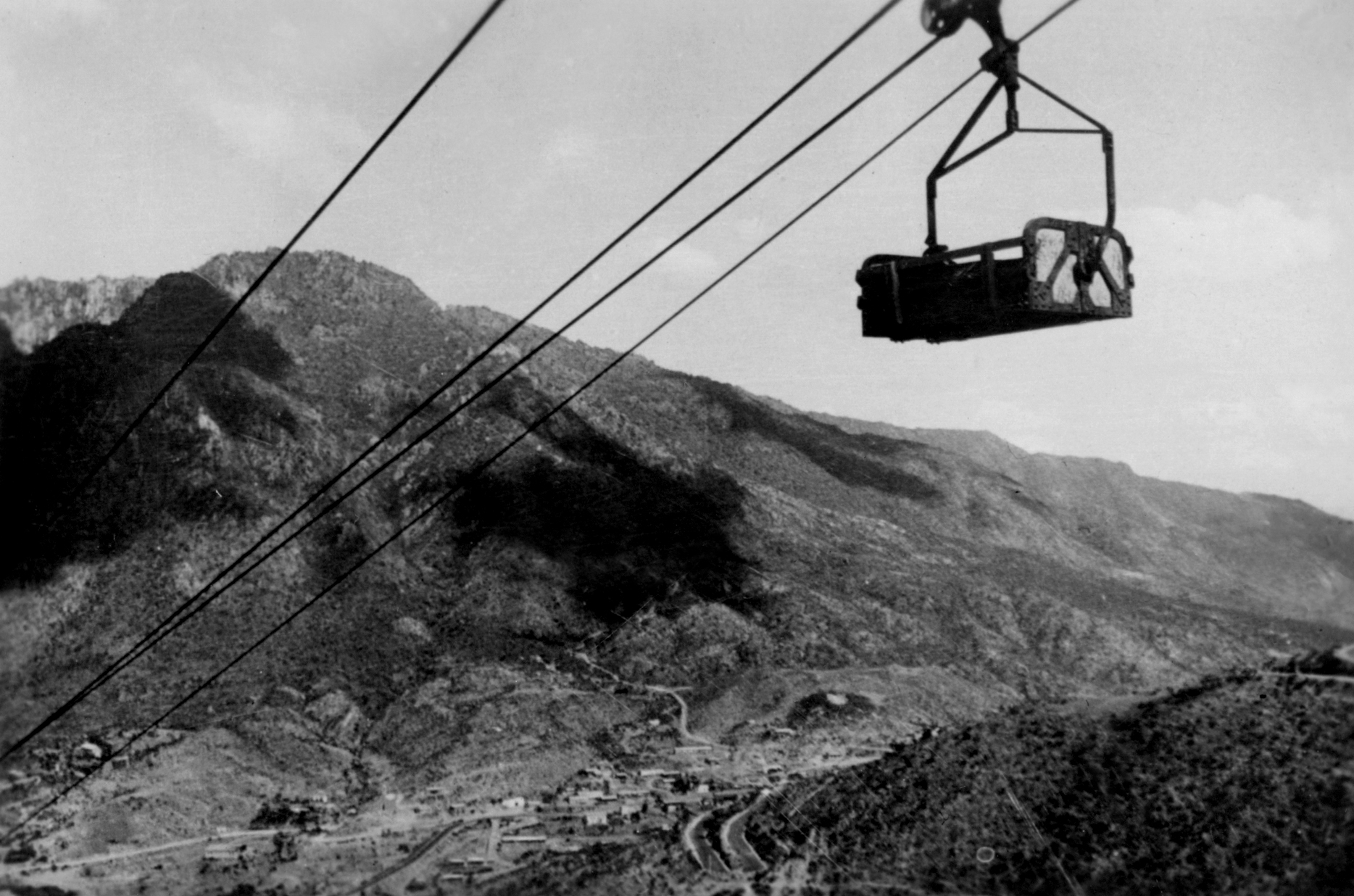
Aufnahme aus der Zeit nach dem Zweiten Weltkrieg

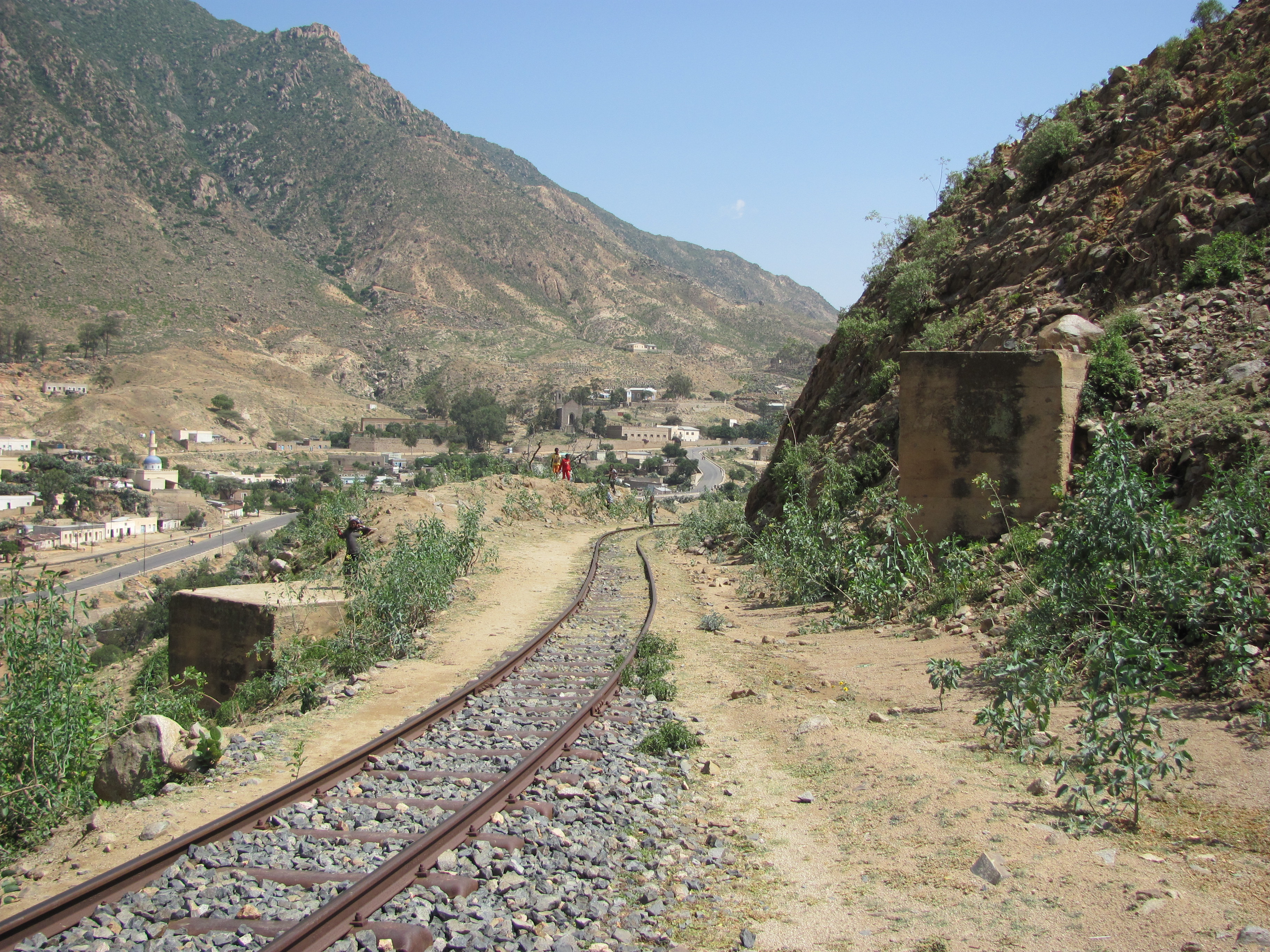
Fundamente eines Seilbahnmastes oberhalb von Nefasit (2011)

Die Massaua-Asmara-Seilbahn in Eritrea war bei ihrer Inbetriebnahme 1937 mit rund 75 Kilometern Länge die längste Materialseilbahn der Welt und die viertlängste der Welt, die je gebaut wurde.

## Bau und Betrieb
Die Seilbahn wurde im Auftrag der Kolonialverwaltung der damaligen italienischen Kolonie Eritrea 1935–1937 von dem Unternehmen Ceretti & Tanfani S.A., Mailand, gebaut. Lieferant der Stahlseile war das Unternehmen Giuseppe & Fratello Redaelli, Mailand, und Lieferant der Maschinen  war Franco Tosi, Legnano. Die Seilbahn wurde errichtet, um die Hafenstadt Massaua am Roten Meer mit der in ca. 2300 m Höhe gelegenen Hauptstadt Asmara zu verbinden. Der höchste Punkt der Bahn lag 2.326 m hoch. Sie sollte die Transportkapazität auf dieser Verbindung erhöhen, da die in engen Kurven durch die Berge fahrende schmalspurige Eisenbahn Massaua–Biscia bis zum Rand ihrer Kapazität ausgelastet war.
Die 75,07 km (nach anderen Angaben 74,5 km) lange Trasse der Seilbahn verlief über steile Berge und Täler, jedoch nicht auf direktem Weg, sondern in einer leichten Kurve, um näher an der Bahnstrecke zu bleiben, was die Lieferung der Baumaterialien und die spätere Wartung in dem ansonsten weglosen Gebiet erleichterte. Die Strecke bestand aus rund 500 Eisenfachwerk-Stützen und war in selbstständige Sektionen eingeteilt. Die Antriebsmotoren standen in Zaga, Mai Atal, Dig-Digta, Sebarguma, Embatkalla, Nefasit, Goley und Asmara. An drei Zwischenstationen konnten die Plattformen auch be- und entladen werden. Die Tragseile waren 30 mm stark und die umlaufenden Zugseile, die zunächst von Schweröl-Dieselmotoren, später von Elektromotoren angetrieben wurden, 22 mm stark. Die kuppelbaren Transportplattformen mit 2-Rollen-Laufwerken konnten ohne Halt über feste Schienen von einer Sektion zur nächsten wechseln. Zum Einsatz kamen 1.540 Plattformen (770 je Richtung) mit einer zulässigen Traglast von 300 kg. Weitere 80 Plattformen befanden sich in den Endstationen zum Be- und Entladen oder als Reserve. Die Plattformen wurden in einem Abstand von 110 m auf die Strecke geschickt und benötigten sieben Stunden für die Fahrt zwischen den Endpunkten. Die Bahn hatte eine Förderleistung von 30 t/h pro Richtung. Die Transportplattformen dienten zwar vorwiegend dem Gütertransport, wurden aber auch von Personen benutzt.
Vor der Eröffnung der Seilbahn Massaua-Asmara die längste Bahn war die 1922 eröffnete Materialseilbahn Mariquita-Manizales in Kolumbien mit rund 72 Kilometern Länge. Ab 1943 befand sich die längste Seilbahn mit der Linbanan Boliden – Kristineberg  in Schweden.

## Zerstörung
Die Briten betrachteten Eritrea nach dessen Eroberung als Kriegsbeute und verkauften zahlreiche Anlagen im Land, um das Geld für die Kriegsentschädigung, die ihnen von Italien geschuldet wurde, zu erhalten. Unter anderem verkauften sie die Antriebsanlagen der Seilbahn, die damit als „vorübergehend“ stillgelegt galt, aber nie wieder in Betrieb genommen wurde. Nach der Föderation von Eritrea und Äthiopien 1952 nannte sich die eritreische Betreibergesellschaft noch Kaiserliche Staatseisenbahn- und -seilbahnverwaltung in Eritrea. Der äthiopische Vizekönig für Eritrea verkaufte die Anlage nach 1952 für 5 Mio. Birr (damals ein Äquivalent von etwa 2,5 Mio. USD). Ein 1959 erschienener Reisebericht schildert den ruinösen Zustand der Anlage, die überhaupt nur deshalb noch stehe, weil der Preis für den zu gewinnenden Schrott geringer sei als die Abrisskosten. Allerdings wurde die Anlage in der folgenden Zeit tatsächlich verschrottet. Lediglich die Betonsockel der Masten blieben stehen. Heute wird der gesamte Güterverkehr zwischen Massaua und Asmara mit Lastwagen erledigt.